# الجائزة العالمية للرواية العربية (2012)
الجائزة العالمية للرواية العربية لعام 2012، هي الدورة الخامسة من الجائزة العالمية للرواية العربية، أعلن عن قائمتها الطويلة في 10 نوفمبر 2011، والقائمة القصيرة في 11 يناير 2012، وذلك بعد قراءة ومناقشة مستفيضة لقائمة طويلة من الروايات المشاركة، التي زادت على 101 رواية منشورة باللغة العربية، ينتمي كتابها إلى 15 بلدًا عربيًا، ومنحت الجائزة في 27 مارس 2012، لرواية دروز بلغراد للروائي اللبناني ربيع جابر.

## تفاصيل
أعلن في 10 نوفمبر 2011 من قبل لجنة التحكيم عن القائمة القصيرة التي تتنافس على الجائزة في دورة العام 2012، وقد ضمت 13 رواية، أختيرت من بين 101 رواية مشاركة من 15 بلدًا. وصل سبعة مؤلفات إلى لائحة الستة عشر، وهو الرقم الأعلى في تاريخ الجائزة. تمحورت الأعمال حور التطرّف الديني، النزاعات السياسية والاجتماعية، وكفاح النساء. وضمّت القائمة الطويلة والقصيرة، الروايات التالية:
|  | منحت الجائزة في تاريخ: 27 مارس، 2012 أعلنت القائمة القصيرة: 11 يناير، 2012 سبق لهم الوصول للقائمة القصيرة: - متوسط عمر أدباء القائمة القصيرة: - أعلنت القائمة الطويلة: 10 نوفمبر، 2011 سبق لهم الوصول للقائمة الطويلة: - الكتّاب يتوزّعون على: سبعة بلدان (القصيرة: أربعة بلدان) متوسط عمر أدباء القائمة الطويلة: - إجمالي الروايات المرشحة للجائزة: 101 (15 بلدًا) | دروز بلغراد ( لربيع جابر) |  | المكان: أبوظبي الإمارات العربية المتحدة الحضور: - رئيس لجنة التحكيم: جورج طرابيشي |  |

| القائمة الطويلة: |                               |               |  |
|                  |                               |               |  |
|                  | تبليط البحر                   | رشيد الضعيف   |  |
|                  | تحت سماء كوبنهاغن             | حوراء النداوي |  |
|                  | حقائب الذاكرة                 | شربل قطّان     |  |
|                  | رحلة خير الدين بن زرد العجيبة | إبراهيم زعرور |  |
|                  | سرمدة                         | فادي عزام     |  |
|                  | كائنات الحزن الليلية          | محمد الرفاعي  |  |
|                  | النبطي                        | يوسف زيدان    |  |

| القائمة القصيرة |                      |                    |  |
|                 |                      |                    |  |
|                 | دروز بلغراد          | ربيع جابر          |  |
|                 | دمية النار           | بشير مفتي          |  |
|                 | شريد المنازل         | جبور الدويهي       |  |
|                 | العاطل               | ناصر عراق          |  |
|                 | عناق عند جسر بروكلين | عز الدين شكري فشير |  |
|                 | نساء البساتين        | الحبيب السالمي     |  |

|  | أعضاء لجنة التحكيم : جورج طرابيشي * | غونزالو فرناندز * | مودي بيطار * | هدى الصدة * | هدى النعيمي |